# Lax VS
Lax je obec v okrese Goms v německy mluvící části kantonu Valais ve Švýcarsku. Žije zde 309 obyvatel.

## Geografie
Lax se nachází v regionu Aletsch při vstupu do údolí Goms. Samotná obec Lax leží v nadmořské výšce kolem 1040 m n. m. Nejnižší bod Laxu a okresu Goms se nachází na dně údolí na řece Rhôně v nadmořské výšce 980 m n. m. V okolí Laxu se nacházejí dvě sníženiny, které se nacházejí v údolí řeky Rhôny.
Území obce Lax, úzký pás táhnoucí se od údolí k vysokým horám ledovcové oblasti, leží výhradně na pravém (severním) břehu Rhôny, tedy na jižním svahu. Navzdory své nadmořské výšce má proto Lax mírné klima a je považován za klimatické lázně. V Laxu se daří dokonce i ořešáku, který je citlivý na mráz. Směrem na východ tvoří hranici s obcí Fiesch hluboké údolí Gorpigraben a Altbach.

## Historie

Lax (1955)

Lax je poprvé zmiňován roku 1295 jako Lacx. Název pochází z latinského lăcǔ(s) „žlabovitá prohlubeň, prohlubeň; jezero, tůň, rybník“ a pravděpodobně se vztahuje k prohlubni pod obcí, která byla pravděpodobně později vysušena. Nejstarší dochovaná listinná zmínka o Laxu jako obci v Gomsu pochází z roku 1308. První obecní nařízení jsou z roku 1436.
V letech 1565–1566 si mnoho obětí vyžádala morová epidemie. Lax patřil k farnosti Ernen, v roce 1691 se stal fojtstvím a v roce 1873 samostatnou farností. V roce 1744 byla v Lax zřízena filiálka kapucínů, která byla po vyhnání kapucínů z Gomsu roku 1746 zrušena. V obci se nachází několik pozoruhodných domů, např. dům Gunternhaus ze 16. století a dům Kraeighaus ze 17. století.
Stejně, jako celý kanton Valais, je i Goms poměrně suchou oblastí. Nejstarší dokument upravující přidělování vody pro zavlažovací účely pochází z roku 1347. Zásobování vodou v Lax bylo nejisté a vedlo ke konfliktům, protože o vodu z Deischbachu se muselo dělit s Martisbergem (roku 1590 byl vydán rozhodčí nález o dělení vody mezi oběma obcemi). Dnes Lax provozuje zavlažovací systém, který může využívat sedm zemědělských podniků.
Koncem roku 2004 se Lax dostal do povědomí kvůli plánované stavbě otáčivého hotelu v podobě 100 metrů vysoké věže; stavba, která měla být otevřena v roce 2007, se však neuskutečnila.

## Obyvatelstvo

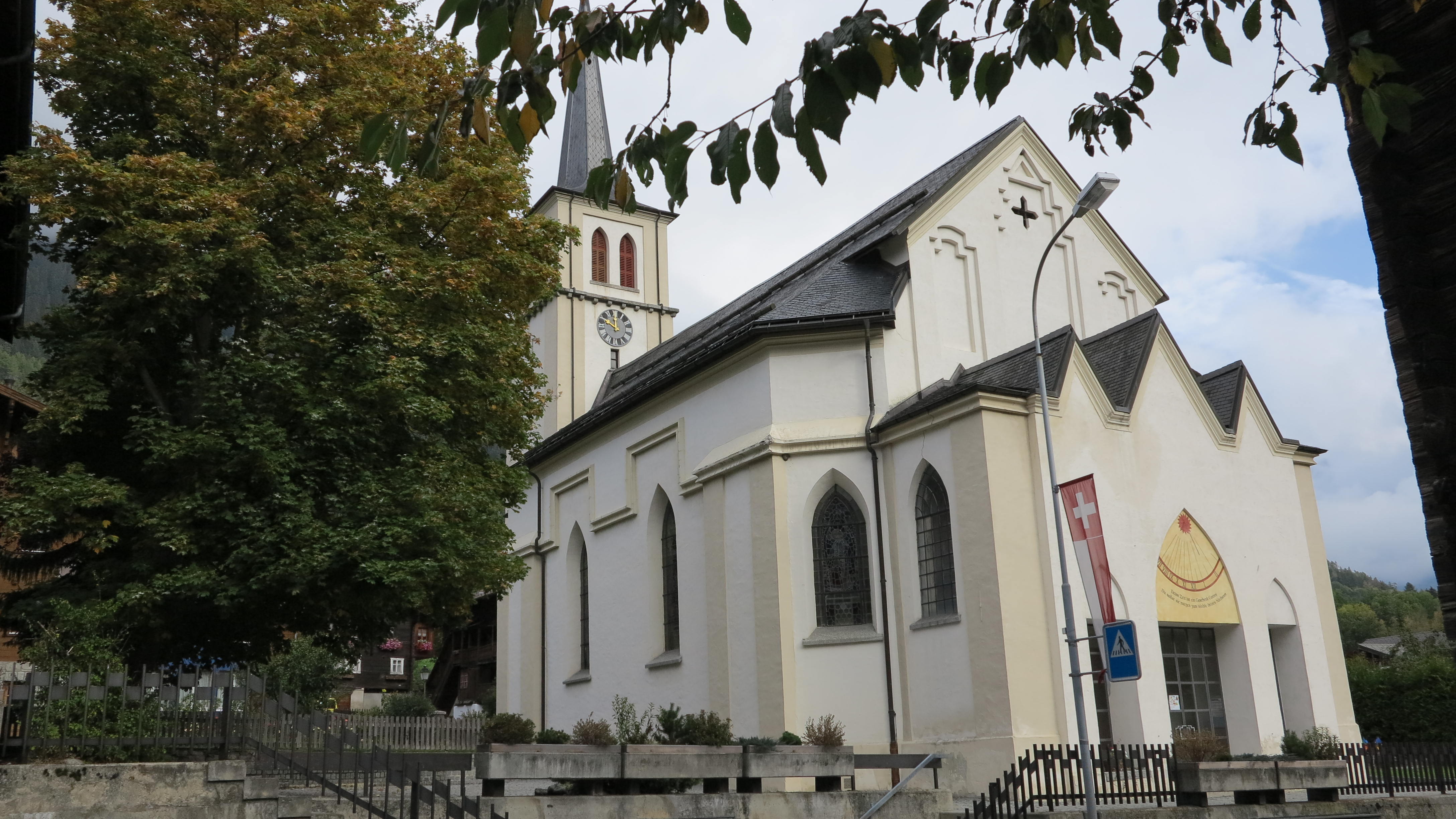
Kostel

| Rok            | 1850 | 1900 | 1950 | 2000 | 2016 |
| Počet obyvatel | 167  | 191  | 222  | 290  | 295  |

## Doprava

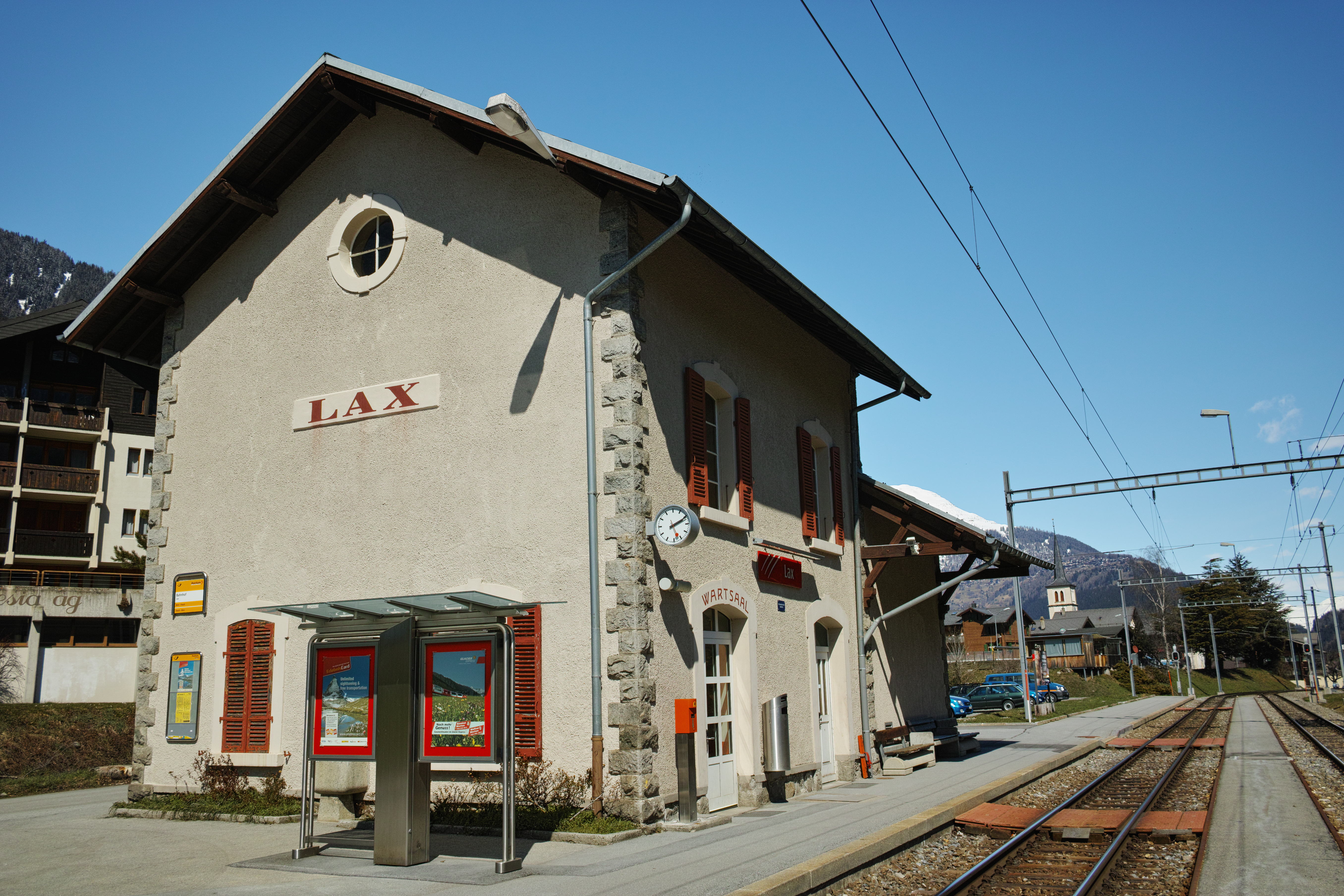
Železniční stanice Lax

Lax je napojen na veřejnou dopravu stanicí Matterhorn Gotthard Bahn na Furka-Oberalp-Bahn. Regionální vlaky mezi Vispem a Andermattem i mezi Zermattem a Fieschem jezdí každou hodinu a v Laxu zastavují na znamení; v každém směru jsou tak k dispozici dva spoje za hodinu. Kromě toho přes Lax jezdí některé spoje Postbusu.
Lax leží na hlavní silnici č. 19. Vzdálenost z Brigu na západ je 15 km, z východu se do Laxu lze dostat přes úpatní tunel Furka, v létě navíc přes průsmyky Grimselpass, Furkapass nebo Nufenenpass.